# San Juan Bautista Coixtlahuaca
San Juan Bautista Coixtlahuaca ist ein Ort mit ca. 1.200 Einwohnern und der Verwaltungssitz der gleichnamigen Gemeinde (municipio) mit insgesamt etwa 2.600 Einwohnern im Nordwesten des Bundesstaates Oaxaca im Süden Mexikos.

## Lage und Klima
Der Ort San Juan Bautista Coixtlahuaca liegt in der Mixteca Alta gut 350 km (Fahrtstrecke) südöstlich von Mexiko-Stadt nahe der Hauptverbindungsstraße nach Oaxaca de Juárez in einer Höhe von ca. 2295 m; bis nach Oaxaca sind es weitere 117 km in südöstlicher Richtung. Das Klima ist trocken und warm; der insgesamt eher spärliche Regen (ca. 565 mm/Jahr) fällt hauptsächlich während des Sommerhalbjahrs.

## Bevölkerungsentwicklung
| Jahr      | 2000 | 2005  | 2010  |
| Einwohner | 979  | 1.052 | 1.107 |

Bereits in vorspanischer Zeit war die Gegend von Chocholteken- und Mixteken-Indianern besiedelt; im 15. Jahrhundert kamen auch Nahuatl sprechende Gruppen aus dem Norden hinzu. Die Bewohner des Ortes sprechen untereinander in der Regel mixtekische oder Nahuatl-Dialekte.

## Wirtschaft
In vorspanischer Zeit war der Ort ein auch überregional bedeutsames Markt- und Handelszentrum. Heute leben die Menschen der Region weitgehend als Selbstversorger von den Erträgen ihrer Felder (Mais, Weizen) und Gärten (Kartoffeln, Bohnen, Tomaten, Chili etc.) Viehzucht wird nur in geringem Umfang betrieben (Hühner, Truthühner). Im Ort selbst gibt es Kleinhändler und Handwerker; aus kleinwüchsigen Jipijapa-Palmen werden Hüte, Taschen etc. hergestellt.

## Geschichte
Die hier lebenden Indianer leisteten sowohl Widerstand gegen die aztekische als auch gegen die spanische Okkupation, doch wenige Jahre nach der Eroberung des Aztekenreichs durch die Spanier kamen Mönche des Dominikanerordens im Gefolge der Conquistadoren und gründeten hier eine der größten Missionsstationen Mexikos.

## Sehenswürdigkeiten
Mit dem Bau der Johannes dem Täufer geweihten Kirche San Juan Bautista wurde um 1550/60 begonnen; sie wurde wahrscheinlich im Jahr 1576 vollendet. Das Glockengeschoss des Südturms stürzte in den 1970er Jahren ein; es wurde zwischenzeitlich erneuert. Nur der Mittelteil der Fassade ist mit Nischen und einem blütenartigen Rundfensterdekor geschmückt; die Seitenteile sind schmucklos. Neben der Kirche befindet sich eine polygonal gebrochene Capilla abierta. Das Kirchenschiff wird von einem gotischen Rippengewölbe überspannt; an den Seitenwänden und in der Apsis stehen mehrere spätbarocke Altäre im Stil des Churriguerismus.